# 邊收縮二十面體
在幾何學中，邊收縮二十面體是一種凸多面體，是指將正二十面體的其中1條邊作邊收縮變換後所產生的多面體，由18個三角形面、27條邊和11個頂點構成，擁有四階的C2v循環群對稱性，屬於三角面多面體，是十八面體中的一個特例。
雖然邊收縮二十面體的面分布得很均勻，但不具有球體的對稱性。一般来说，面分布均勻的多面體的形狀會接近球体，但邊收縮二十面體却不具有此種特性。此外，具有這種結構的嚴格凸多面体的邊不能等長，因為有部分頂點為6三角形的公共頂點，若其為正三角形，則會造成这6個面共面，而無法组成嚴格凸多面體。因此，邊收縮二十面體亦可歸類為擬詹森多面體。

## 性質
在幾何學中，邊收縮二十面體有18個面、27個邊和11個頂點，因此它的對偶多面體是一個十一面體。它屬於凸多面體，因此歐拉示性數為2。
從展開圖可以看出，該多面體共有三种不同的面，面積都很接近。

## 相關幾何圖形

### 正切割二十面體
正切割二十面體是將正二十面體中適當的6個面每三個面為一組地替換為梯形而形成的多面體，其性質與邊收縮的二十面體性質類似。
正切割二十面體由13個面、23條邊和10個頂點組成。13個面中，有11正三角形和2個梯形。

## 在化學領域
在化學中，將十八面體硼烷離子（[B11H11]2−）中的氫全部去掉後，可以得到这种多面体的幾何結構。
| 十八面體硼烷 [B11H11]2− | 展開圖 |

## 外部連結
- The Convex Deltahedra, And the Allowance of Coplanar Faces